# Alessandro Spezialetti

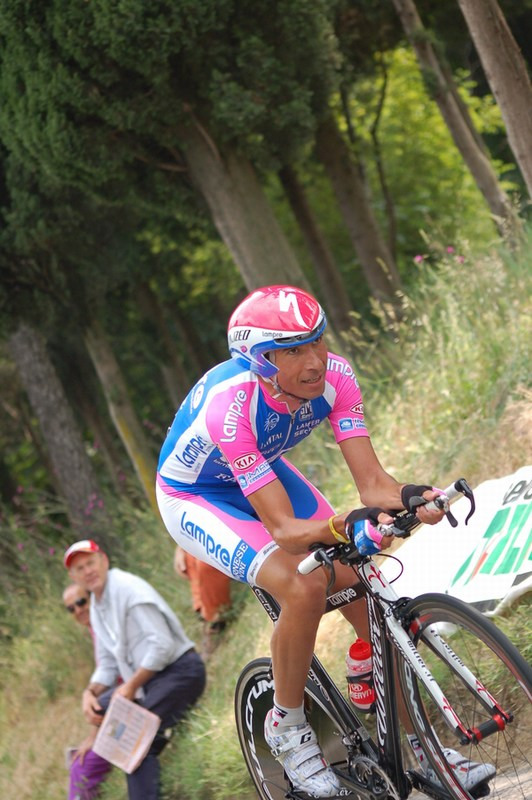
Alessandro Spezialetti

Alessandro Spezialetti (* 14. Januar 1975 in Lachen, Schweiz) ist ein ehemaliger italienischer Radrennfahrer.
Spezialetti begann seine Radsportkarriere 1997 bei Batik-Del Monte, wechselte anschließend jedoch fast jährlich das Team. 2001 entschied er beim Giro d’Abruzzo eine Etappe für sich. Anschließend wechselte er zu Saeco, wo er drei Jahre lang blieb. 2005 fuhr er dann für die Nachfolge-Mannschaft Lampre-Caffita. Von 2006 bis 2007 fuhr Spezialetti für das italienische ProTeam Liquigas.
Ende der Saison 2012 beendete Spezialetti seine Karriere.

## Erfolge
2001
- eine Etappe Giro d’Abruzzo

2009
- Mannschaftszeitfahren Settimana Ciclistica Lombarda

## Teams
- 1997 Batik-Del Monte
- 1998 Riso Scotti-MG Maglificio
- 1999 Mobilvetta Design-Northwave
- 2000 Liquigas-Pata
- 2001 Cantina Tollo-Acqua & Sapone
- 2002 Saeco-Longoni Sport
- 2003–2004 Saeco
- 2005 Lampre-Caffita
- 2006–2007 Liquigas
- 2008–2009 L.P.R. Brakes
- 2010–2012 Lampre